# Marcel Walz

Marcel Walz, Los Angeles 2019

Marcel Walz (* 18. Mai 1986 in Nürnberg) ist ein deutscher Regisseur, Drehbuchautor und Filmproduzent aus dem Bereich des Independent-Films.

## Leben
Walz widmet sich vor allem Filmen, die als Torture Porn betitelt werden. Größere Bekanntheit erlangte er erstmals durch den Film La Petite Mort im Jahr 2009. Gemeinsam mit Michael Effenberger betreibt er das Label und Produktionsstudio Matador-Film, mit dem er eine Vielzahl seiner Filme selbst produziert. 
2014 veröffentlichte Walz mit Seed 2 – The New Breed die Fortsetzung von Uwe Bolls Horrorfilm Seed aus dem 2007. Der Film mit Caroline Williams, Christa Campbell, Micaela Schäfer und Nick Principe wurde in Amerika als Blood Valley: Seed's Revenge veröffentlicht. Für 2016 ist die von ihm inszenierte Neuverfilmung des Splatter- und Gorefilms Blood Feast (1963) angekündigt. Der Film wurde erstmals im August 2016 aufgeführt.

## Privates
Marcel Walz lebte mit seinem Lebensgefährten in Viernheim, ehe das Paar im Sommer 2017 nach Los Angeles auswanderte.

## Filmografie
- 2005: Camp Corpses
- 2006: Road Rip
- 2007: Kadaver
- 2007: Tortura
- 2009: Klischee – Mörderisches Halloween auf Mallorca
- 2009: La Petite Mort
- 2010: Avantgarde
- 2010: Popular – Wer beliebt sein will, muss leiden
- 2011: Schlaraffenhaus
- 2012: Plastic
- 2013: RAW – Der Fluch der Grete Müller
- 2014: Seed 2 – The New Breed
- 2014: RAW 2 – Das Tagebuch der Grete Müller
- 2014: La Petite Mort 2: Nasty Tapes
- 2015: RAW 3 – Die Offenbarung der Grete Müller
- 2015: #Funnyface
- 2016: Blood Feast – Blutiges Festmahl (Blood Feast)
- 2018: Rootwood
- 2019: Blind
- 2021: Pretty Boy
- 2024: Brute 1976